# Eloria apicalis
Eloria apicalis är en fjärilsart som beskrevs av Walker 1855. Eloria apicalis ingår i släktet Eloria och familjen tofsspinnare. Inga underarter finns listade i Catalogue of Life.